# Atletica leggera ai Giochi della XXVIII Olimpiade - 800 metri piani maschili

Video della Finale (rumori dello stadio)

Video della Finale (telecronaca)

Gli 800 metri piani hanno fatto parte del programma di atletica leggera maschile ai Giochi della XXVIII Olimpiade. La competizione si è svolta dal 25 al 28 agosto allo Stadio Olimpico di Atene. Vi hanno preso parte 72 atleti.

## Presenze ed assenze dei campioni in carica
| Competizione         | Atleta               | Prestazione | Atene 2004  |
| -------------------- | -------------------- | ----------- | ----------- |
| Olimpiadi 2000       | Nils Schumann        | 1'45”08     | Ritir. 2002 |
| Commonwealth 2002    | Mbulaeni Mulaudzi    | 1'46”32     | Presente    |
| Europei 2002         | Wilson Kipketer      | 1'47”25     | Presente    |
| Coppa del mondo 2002 | Antonio Manuel Reina | 1'43”83     | Presente    |
| Panamericani 2003    | Achraf Tadili        | 1'45”05     | Presente    |
| Africani 2003        | Samwel Mwera         | 1'46”13     | Presente    |
| Mondiali 2003        | Djabir Saïd-Guerni   | 1'44”81     | Presente    |
|                      |                      |             |             |
| Mondiali junior 2000 | Nicholas Wachira     | 1'47”16     | Non qual.   |

## La gara
Nella nona batteria avviene l'eliminazione a sorpresa di Youssef Saad Kamel, secondo al mondo nelle graduatorie stagionali.

Aumentano le quotazioni di Wilson Kipketer, il primatista mondiale, che vince la terza serie con un ottimo 1'44"69 e la terza semifinale in 1'44"63. Ma la semifinale più veloce è la seconda, vinta da Wilfred Bungei in 1'44"28 sul russo Jurij Borzakovskij (1'44"29); la prima è stata appannaggio di Djabir Saïd-Guerni (Algeria) in un più tranquillo 1'45"76.

In finale è proprio l'algerino a mettersi subito alla testa del gruppo; Saïd-Guerni conclude il primo giro in un normale 51"84. Al suono della campanella Bungei scatta per primo, seguito da Kipketer. Intanto Borzakovskij, che è rimasto dietro quasi a fare l'osservatore, decide di entrare in bagarre. Bungei si eclissa nel rettilineo finale, lasciando la lotta per il primo posto a Kipketer e Mbulaeni Mulaudzi. Dalla quarta posizione Borzakovskij si avventa sugli avversari e va a vincere con una volata irresistibile.
Jurij Borzakovskij  è il primo russo a vincere l'oro olimpico negli 800 metri.

## Risultati

### Turni eliminatori
| 9 Batterie   | 25 agosto | 72 partenti   | Si qualificano i primi 2 + i 6 migliori tempi. |
| 3 Semifinali | 26 agosto | 8 + 8 +8      | Si qualificano i primi 2 + i 2 migliori tempi. |
| Finale       | 28 agosto | 8 concorrenti |                                                |

### Finale
Stadio olimpico, sabato 28 agosto, ore 20:50.
| Primatista mondiale   | 1'41"11 | Wilson Kipketer | Presente |
| Primatista stagionale | 1'43"06 | Wilfred Bungei  | Presente |

1. ↑  Record stabilito nel 1997.

| Pos | Paese     | Atleta              | Tempo   |
| --- | --------- | ------------------- | ------- |
|     | Russia    | Jurij Borzakovskij  | 1'44"45 |
|     | Sudafrica | Mbulaeni Mulaudzi   | 1'44"61 |
|     | Danimarca | Wilson Kipketer     | 1'44"65 |
| 4   | Marocco   | Mouhssin Chehibi    | 1'45"16 |
| 5   | Kenya     | Wilfred Bungei      | 1'45"31 |
| 6   | Sudafrica | Hezekiél Sepeng     | 1'45"53 |
| 7   | Algeria   | Djabir Saïd-Guerni  | 1'45"61 |
| 8   | Sudan     | Ahmed Ismail Ismail | 1'52"49 |